# Artemis (cráter)
Artemis es un minúsculo cráter de impacto lunar localizado en el Mare Imbrium. Cráteres de esta dimensión se forman típicamente en la superficie de la Luna con una depresión en forma de copa. Se encuentra situado cerca del punto medio entre los cráteres Euler al oeste y Lambert al este. A pocos kilómetros al sudeste se localiza Verne, el más pequeño de los cráteres con nombre propio de la zona.
|  |

Lleva el nombre de Artemisa, la diosa griega de la luna.